# BrahMos
Il BrahMos, anche noto con il nome progettuale di PJ-10, è una famiglia di missili da crociera universali, di fabbricazione indo-russa, sviluppata a partire dagli anni 2000 dalla BrahMos Aerospace, joint venture nata dalla comunione di intenti tra NPO Mashinostroyeniya e DRDO, la cui prima versione è entrata in servizio nella Marina indiana nel 2006.
Progettato col compito primario di neutralizzare unità navali ostili, il BrahMos è stato adattato anche colpire obiettivi collocati sulla terraferma; basato sull'omologo russo P-800 Oniks, il BrahMos, nelle sue varie versioni, è stato adattato per essere lanciato da una molteplicità di piattaforme tra cui unità navali di superficie, lanciatori costieri e velivoli ad ala fissa, soddisfacendo le esigenze di più forze armate.
Il BrahMos, il cui nome trae origine dall'acronimo ottenuto dalla confluenza dei nomi dei fiumi Brahmaputra e Moscova, costituisce altresì il frutto di un intenso sforzo industriale e tecnico teso a far progredire l'industria della difesa indiana nella produzione di missili, e relativa componentistica, di nuova generazione: a dicembre 2020, a quasi 20 anni dal primo lancio di test, è stato prodotto il primo BrahMos costituito interamente di componenti indiane, compresi fusoliera, propulsore e sensore di ricerca.
Costantemente aggiornato nel corso della sua vita operativa, la versione base del BrahMos è stata prodotta in tre serie (Block I, II e III). Mentre la versione navale (BrahMos) è entrata in servizio nel 2006 sui cacciatorpediniere classe Rajput, l'omonima versione costiera è stata introdotta nel 2007 mentre quella avio-lanciata (BrahMos-A), impiegata sui cacciabombardieri Su-30MKI, è operativa dal gennaio 2020.
Del BrahMos ne è stata sviluppata anche una versione a lungo raggio denominata BrahMos ER, una versione avio-lanciata miniaturizzata denominata BrahMos NG ed una variante ipersonica poi sfociata nel più complesso progetto BrahMos II.
A tutto il 2021 è detentore del titolo di missile anti-nave più veloce in servizio, potendo contare su una velocità massima compresa tra i 2,5 ed i 2,8 Mach.

## Versioni
- BrahMos: versione originale dispiegata su unità navali e lanciatori costieri in funzione anti-nave, attacco su obiettivi terrestri
  - Block I: in servizio dal 2006 e dal 2007 rispettivamente
  - Block II: in servizio dal 2012
  - Block III: in servizio dal 2020-21
- BrahMos-A: versione avio-lanciata, in servizio dal gennaio 2020.
- BrahMos NG (Next Generation): versione miniaturizzata del BrahMos-A con gittata e velocità massima estese rispettivamente a 290 km e 3,5 Mach. Entrata in servizio prevista per il 2022.
- BrahMos ER (Extended Range): versione con gittata estesa a 1.500 km
- BrahMos II: versione ipersonica in fase di sviluppo, in servizio non prima del 2024.

## Utilizzatori
India
- Bhāratīya Nāu Senā
- Bhāratīya Vāyu Senā
- Bhāratīya Thalsēnā